# Xã Taylor Creek, Quận Hardin, Ohio
Xã Taylor Creek (tiếng Anh: Taylor Creek Township) là một xã thuộc quận Hardin, tiểu bang Ohio, Hoa Kỳ. Năm 2010, dân số của xã này là 521 người.